# Reducción (gastronomía)

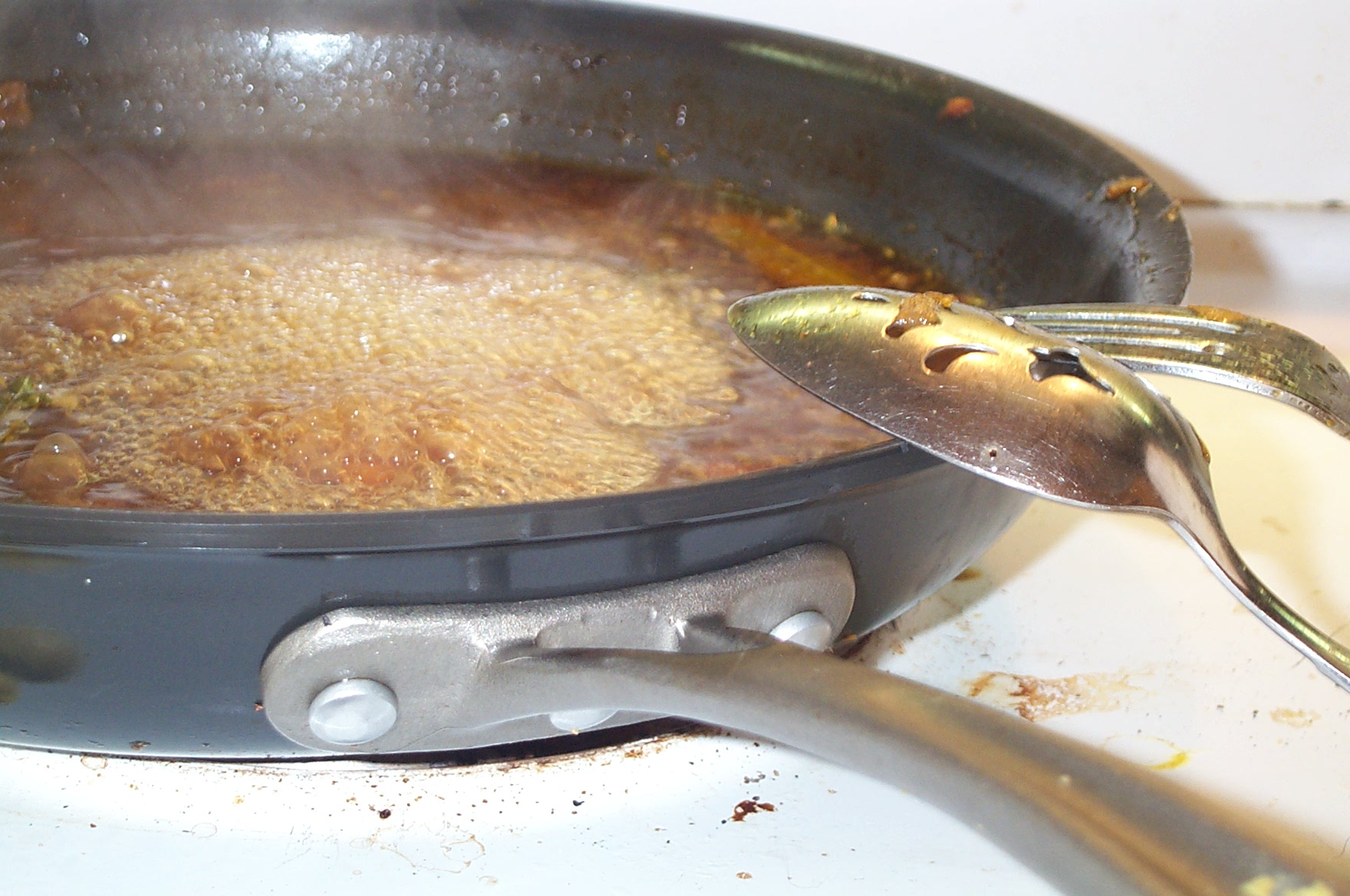
Caldo en proceso de reducción sobre una sartén.

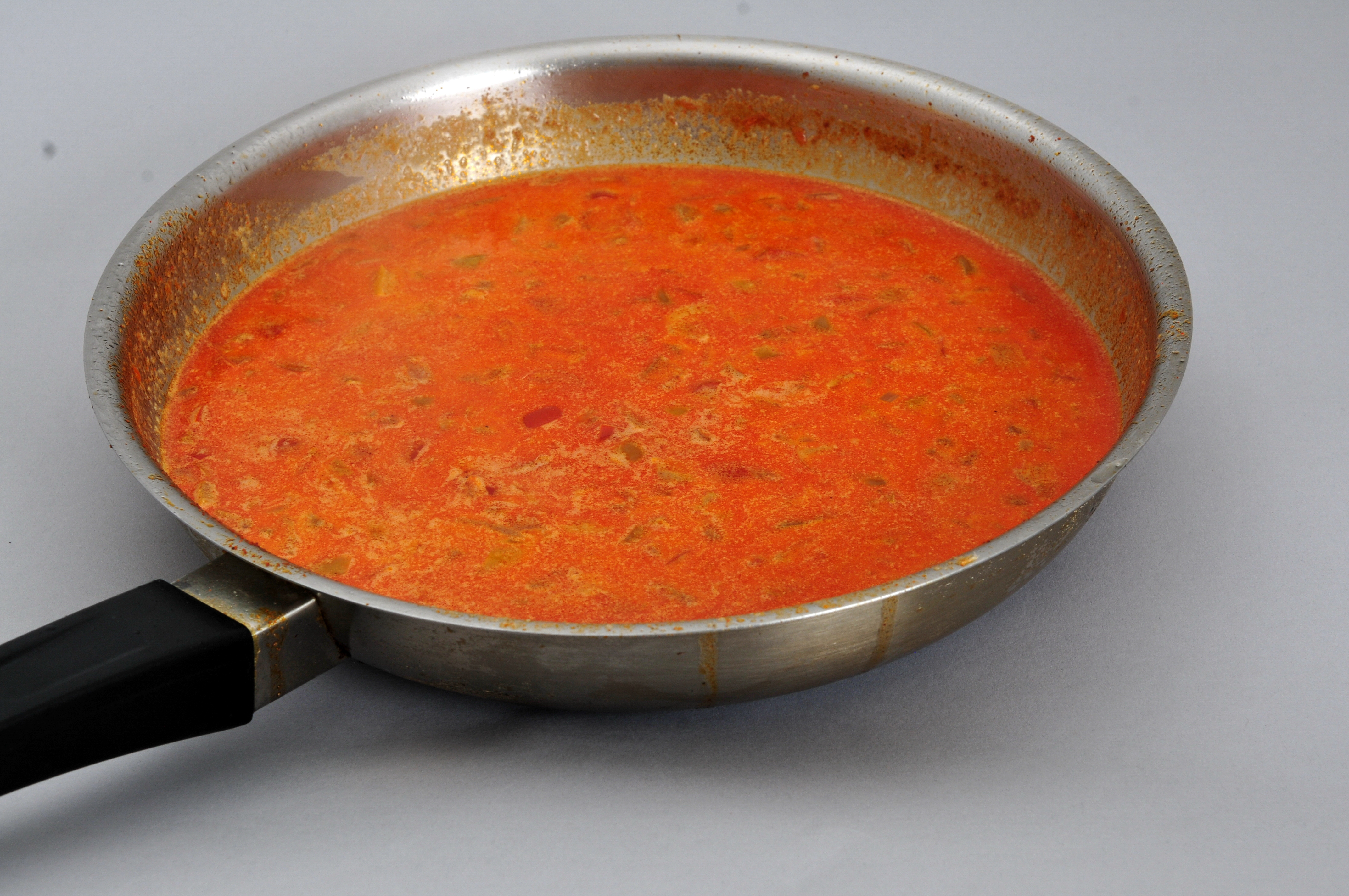
Algunas salsas como la tomate se suelen someter a procesos de reducción, para quitarles toda o parte del agua.

Se denomina reducción al proceso culinario de concentración o espesamiento de una sustancia líquida (generalmente un caldo o una salsa) mediante evaporación o ebullición. Este proceso se ve acelerado al exponer el líquido a una fuente de calor intensa: un fogón de cocina. La finalidad de la reducción es que la salsa o caldo posea un sabor más concentrado y logre "cuerpo". Se puede entender el proceso de reducción como una evaporación. Se denomina así por reducirse el volumen del líquido al perder su volumen por la evaporación del mismo. La operación de reducción se realiza, la mayoría de las veces, a fuego intenso y suele durar unos minutos.

## Historia
Al ser una técnica culinaria básica su origen es incierto, y puede haberse realizado en diversas culturas a lo largo del mundo. No obstante es la cocina francesa y sus gastrónomos los primeros en documentar el proceso en el siglo XIX. La cocina francesa de este periodo populariza la reducción de los fondos oscuros hasta convertirlos en glacés (salsa glutinosa y espesa) que napan los platos de carne, generalmente asados. Documentan como el proceso de reducción concentra sabores, y permite emplearlos como condimentos. A finales del siglo XX esta técnica se expande a lo largo de las diversas cocinas del mundo y se emplea en la generación de salsas con sabor 'potenciado'.

## Usos
Al reducir se disminuye el volumen, y por lo tanto se tendrá igual valor de sabor en menos volumen, lo que potencia los sabores. Suelen reducirse las salsas con contenido acuoso, tales como salsas de vinos, los fondos, etc. Las preparaciones más comunes en las reducciones son la elaboración de consomés (consumados), reducidos y clarificados procedentes de caldos, los Gravies ingleses, los gastriques, salsas que incluyen mezclas de medios ácidos como el vinagre y medios dulces, los salteados, y los almíbares. 